# Цветоеды (род птиц)
Цветое́ды (лат. Dicaeum) — род певчих птиц из семейства цветоедовых.
Объединяет птиц, которые встречаются преимущественно на Новой Гвинее и на Филиппинах. Другая часть ареала тянется от Индии через Китай до южных рубежей Австралазии. Живут они, как правило, в небольших группах на деревьях или в кустарниках. Не мигрируют, а остаются верными своим местам рождения.

## Описание
Это птицы малых размеров с короткими лапками и хвостами. Оперение не яркой окраски, оба пола почти не отличаются. У некоторых видов самцы отличаются более ярким оперением. На коротких клювах имеются выступы наподобие маленьких зубов, которые помогают поедать липкие фрукты. Их язык сворачивается в трубочку, что облегчает добычу нектара. Кроме него, они питаются ягодами и фруктами, а также насекомыми и пауками. Предпочитают жёлтые ягоды растения Loranthus longiflorus из семейства ремнецветниковых, являясь важным фактором распространения его семян.

## Размножение
Гнездо имеет круглую форму, подвешено к веткам деревьев, вход в него находится сбоку. В качестве строительного материала используются различные стебельки, а также паутина. В кладке от двух до четырёх яиц.

## Виды
В состав рода включают 44 вида:
- Dicaeum dayakorum
- Dicaeum annae — Бородатый цветоед
- Dicaeum aeruginosum — Пестрогрудый цветоед
- Dicaeum aureolimbatum — Целебесский цветоед
- Dicaeum nigrilore — Оливковошапочный цветоед
- Dicaeum anthonyi — Золотошапочный цветоед
- Dicaeum kampalili
- Dicaeum bicolor — Двуцветный цветоед
- Dicaeum australe — Филиппинский цветоед
- Dicaeum haematostictum — Визаянский цветоед
- Dicaeum retrocinctum — Миндорский цветоед
- Dicaeum quadricolor — Четырёхцветный цветоед
- Dicaeum trigonostigma — Оранжевобрюхий цветоед
- Dicaeum hypoleucum — Белобрюхий цветоед
- Dicaeum erythrorhynchos — Красноклювый цветоед
- Dicaeum concolor — Одноцветный цветоед
- Dicaeum minullum — Бурый цветоед[6]
- Dicaeum virescens
- Dicaeum pygmaeum — Цветоед-крошка
- Dicaeum nehrkorni — Красноголовый цветоед
- Dicaeum erythrothorax — Буруанский цветоед
- Dicaeum schistaceiceps
- Dicaeum vulneratum — Молуккский цветоед
- Dicaeum pectorale — Папуанский цветоед
- Dicaeum geelvinkianum
- Dicaeum nitidum
- Dicaeum eximium — Красивый цветоед
- Dicaeum aeneum — Бронзовый цветоед
- Dicaeum tristrami — Цветоед Тристрама
- Dicaeum igniferum — Ржавогорлый цветоед
- Dicaeum maugei — Тиморский цветоед
- Dicaeum keiense
- Dicaeum hirundinaceum — Ласточковый цветоед
- Dicaeum celebicum — Чернощёкий цветоед
- Dicaeum monticolum — Алогрудый цветоед
- Dicaeum ignipectus — Огненногрудый цветоед
- Dicaeum cambodianum
- Dicaeum beccarii
- Dicaeum luzoniense
- Dicaeum sanguinolentum — Пурпурный цветоед
- Dicaeum rhodopygiale
- Dicaeum wilhelminae
- Dicaeum hanieli
- Dicaeum cruentatum — Огненноспинный цветоед
- Dicaeum trochileum — Огненноголовый цветоед